# Єсенін-Вольпін Олександр Сергійович
Олекса́ндр Сергі́йович Єсе́нін-Во́льпін (12 травня 1924 — 16 березня 2016) — російський математик, філософ, поет, один з лідерів дисидентського та правозахисного руху в СРСР, піонер правової просвіти в дисидентських колах радянського суспільства, організатор «Мітингу гласності», що відбувся в Москві 5 грудня 1965, в 1970—1972 роках був експертом Комітету прав людини в СРСР, радянський політв'язень (загальний термін перебування у в'язницях, засланнях та психіатричних клініках — 6 років).
Єсенін-Вольпин є автором низки фундаментальних робіт в галузі математичної логіки, а також автором ряду робіт, присвячених теоретичним аспектам проблеми законодавчого забезпечення прав людини в СРСР і правозастосовчій практиці в цій галузі. Одним з перших в 1960-х роках в СРСР почав пропагувати правовий підхід у взаємовідносинах держави та громадян.
Єсенін-Вольпин сформулював і став відстоювати ідею про те, що радянські закони самі по собі цілком прийнятні, а проблема полягає у відмові з боку держави слідувати цим законам. Він переконував своїх однодумців, що якби держава дотримувалась своїх власних законів, то громадяни не опинилися б у положенні безправ'я, і що ситуація з дотриманням прав людини зміниться, якщо громадяни будуть активно домагатися від держави дотримання законів.

## Біографія
Позашлюбний син поета Сергія Єсеніна та поетеси й перекладачки Надії Вольпін:221. 1933 року разом з матір'ю переїхав з Ленінграда в Москву, де в 1946 році з відзнакою закінчив механіко-математичний факультет Московського університету. 1949 року закінчив аспірантуру науково-дослідного інституту математики при Московському університеті. Захистивши кандидатську дисертацію з математичної логіки, поїхав на роботу в Чернівці.
1949 року за «антирадянську поезію» Єсеніна-Вольпіна помістили на примусове лікування в Ленінградську спецпсихлікарню:20, у вересні 1950 року як «соціально небезпечного елемента» вислали в Карагандинську область (Казахстан) терміном на 5 років.
Амністований після смерті Сталіна 1953 року, незабаром після чого став відомий як математик, що спеціалізується в області інтуїционізма. 1959 року знову поміщений до спецпсихлікарні інституту ім. Сербського, де провів близько двох років.
Свої вірші, що розповсюджувалися в самвидаві та публікувалися на Заході, підписував прізвищем Вольпін. 1961 року в Нью-Йорку вийшла книга Єсеніна-Вольпіна «Весняний лист», в яку крім віршів увійшов його «Вільний філософський трактат».
Основу математичних та філософських поглядів Єсеніна-Вольпіна становить крайній скептицизм — заперечення всіх прийнятих на віру абстрактних понять (Бога, нескінченності, тощо.); з цього випливає необхідність суворого дотримання формально-логічних законів. З початку 1960-х років цей принцип він застосовує до сфери права, першим з радянських дисидентів висуваючи ідею можливості та необхідності захищати права людини шляхом строгого проходження радянськими законами та вимоги дотримання цих законів від влади. Це правило стає однією з основоположних концепцій правозахисного руху.
1965 року Єсенін-Вольпін стає організатором «Мітингу гласності», що пройшов 5 грудня на Пушкінській площі в Москві — першою в післявоєнному СРСР публічної демонстрації протесту. Основним гаслом мітингу, в якому взяло участь близько 200 осіб (включаючи оперативників КДБ), була вимога гласності суду над арештованими незадовго до цього Андрієм Синявським та Юлієм Даніелем; учаснику мітингу також тримали плакати із закликом «Поважайте Радянську Конституцію». На мітингу лунало складене Єсеніним-Вольпіним «Громадянське звернення», яке раніше поширювалось як листівки організаторами мітингу та співчутливими. Прямо з мітингу Єсенін-Вольпін був відвезений на допит.
У лютому 1968 Єсенін-Вольпіна знову запроторили до спецпсихлікарні. У зв'язку з цим ряд відомих математиків підписали так зване «лист 99» з протестом проти насильницької госпіталізації Єсеніна-Вольпіна.
1969 року переклав російською мовою та написав передмову до книги П. Дж. Коена «Теорія множин та континуум-гіпотеза», яка містить доказ незалежності гіпотези континууму від інших аксіом теорії множин.
У самвидаві поширюється складена ним «Пам'ятка для тих, кого чекають допити» [Архівовано 17 квітня 2015 у Wayback Machine.], ключовою тезою якої було твердження, що норми радянського процесуального права цілком придатні для того, щоб на законних підставах ухилитися від співучасті у переслідуванні інакомислення, не вдаючись до брехні або заперечування. Після звільнення, 1970 року, він вступає в Комітет прав людини в СРСР, співпрацюючи з Юрієм Орловим, Андрієм Сахаровим та іншими правозахисниками.
У травні 1972 року на наполегливу пропозицію радянської влади емігрував до США, де працював в університеті Буффало, потім — в Бостонському університеті. Автор теореми в області диадичних просторів, що отримала його ім'я.
До 80-річного ювілею Вольпіна у 2004 році дисидент Володимир Буковський вніс пропозицію нагородити Вольпіна премією імені Сахарова за його заслуги в правозахисному русі. При цьому Буковський сказав:
Чесно кажучи, це Андрій Дмитрович мав би отримати премію імені Єсеніна-Вольпіна. Алік був його вчителем (у правозахисній діяльності).— Правозахисники і їх фонд «Подяка»
Буковський також сказав, що «хвороба» Єсеніна-Вольпіна, від якої його «лікували» у психіатричних лікарнях, називається «патологічна правдивість».
Живе в Бостоні (штат Массачусетс, США). З 1989 року неодноразово приїжджав на батьківщину.
Єсенін-Вольпін — один з героїв документального фільму 2005 року «Вони вибирали свободу», присвяченого історії дисидентського руху в СРСР.

## Математична праця
В ранніх роботах Єсеніна-Вольпіна розглядались питання загальної топології, де він довів теорему Єсеніна-Вольпіна. Велика частина його більш пізніх праць стосується основ математики, де він ввів поняття ультрафінітизму, крайньої форми конструктивної математики, яка ставить під сумнів існування не лише нескінченних множин, а й навіть великих цілих чисел, таких як 1012.
Він описав план для доведення несуперечності теорії множин Цермело-Френкеля з використанням методів ультрафінітизму в (Ésénine-Volpine, 1961), (Yessenin-Volpin, 1970) і (Yessenin-Volpin, 1981).

## Математичні публікації
- Ésénine-Volpine, A. S. (1961), Le programme ultra-intuitionniste des fondements des mathématiques, Infinitistic Methods (Proc. Sympos. Foundations of Math., Warsaw, 1959), Oxford: Pergamon, с. 201—223, MR 0147389 Reviewed by Kreisel, G.; Ehrenfeucht, A. (1967), Le Programme Ultra-Intuitionniste des Fondements des Mathematiques by A. S. Ésénine-Volpine, The Journal of Symbolic Logic, Association for Symbolic Logic, 32 (4): 517, doi:10.2307/2270182, JSTOR 2270182
- Yessenin-Volpin, A. S. (1970), The ultra-intuitionistic criticism and the antitraditional program for foundations of mathematics, у Kino, A.; Myhill, J.; Vesley, R. E. (ред.), Intuitionism and proof theory (Proc. Conf., Buffalo, N.Y., 1968), Studies in Logic and the Foundations of Mathematics, Amsterdam: North-Holland, с. 3—45, MR 0295876 Reviewed by Geiser, James R. (1975), The Ultra-Intuitionistic Criticism and the Antitraditional Program for Foundations of Mathematics. by A. S. Yessenin-Volpin, The Journal of Symbolic Logic, Association for Symbolic Logic, 40 (1): 95—97, doi:10.2307/2272294, JSTOR 2272294
- Yessenin-Volpin, A. S. (1981), About infinity, finiteness and finitization (in connection with the foundations of mathematics), у Richman, Fred (ред.), Constructive mathematics (Las Cruces, N.M., 1980), Lecture Notes in Math., т. 873, Berlin-New York: Springer, с. 274—313, doi:10.1007/BFb0090740, ISBN 3-540-10850-5, MR 0644507